# Архіпелаг

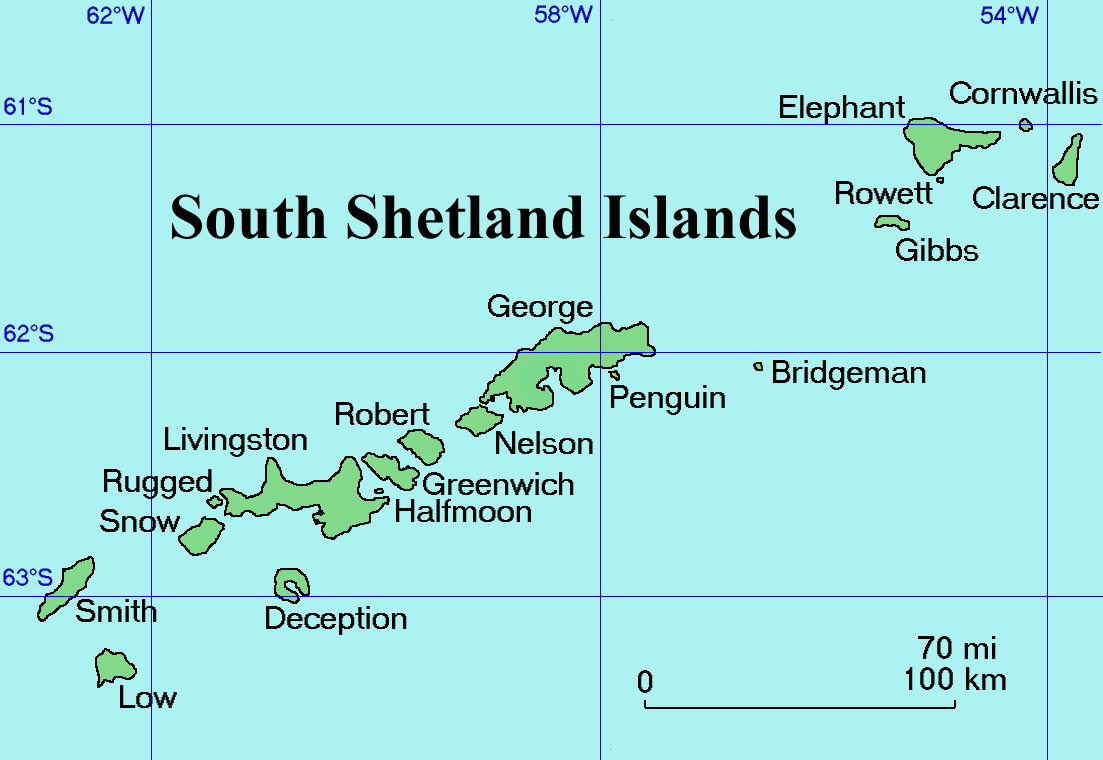
Південні Шетландські острови — група антарктичних островів.

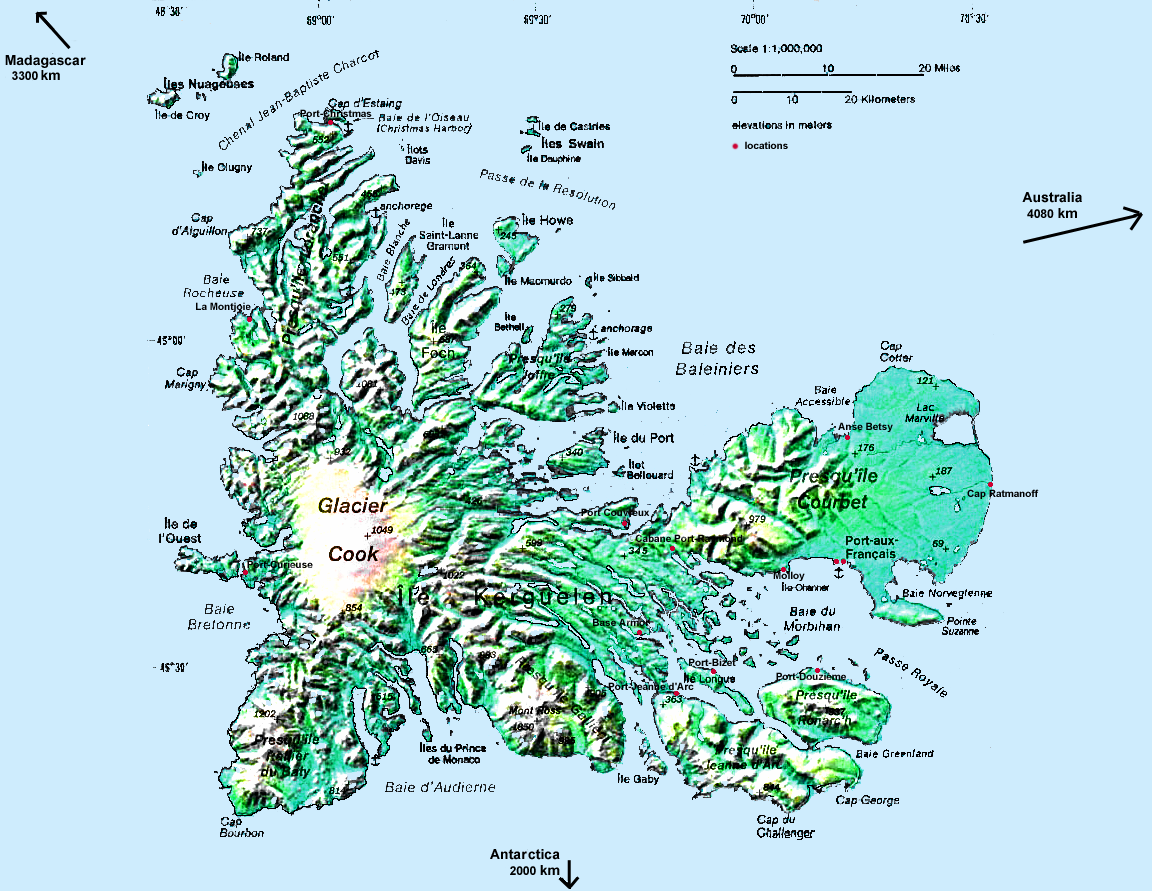
Архіпелаг Кергелен — один великий острів і багато невеликих.

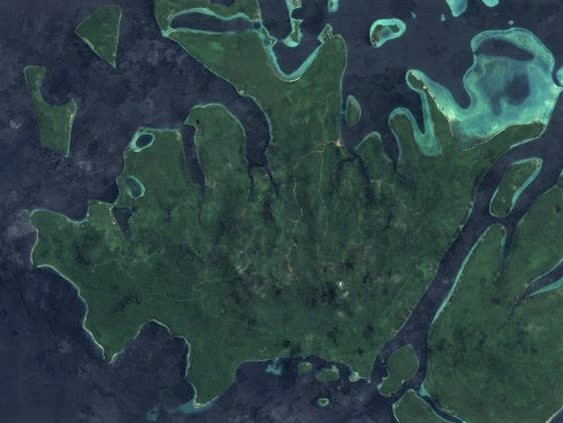
Нова Земля — два великих острови й декілька невеликих.

Архіпела́г — група островів, що лежать на невеликій віддалі один від одного й об'єднуються в одне ціле.

## Походження терміна
Слово «архіпелаг» походить від грецьких слів ἄρχι (archi) головний, старший  та  πέλαγος (pelagos) море.
Існують відомості, що в XIII столітті венеційці Архіпелагом (італ. Arcipelago) називали саме Егейське море.
Для Егейського моря періоду грецької колонізації може бути беззаперечним вислів давньогрецького мислителя Платона про греків, що жили навколо моря «як жаби навколо ставка», острови ж, що належали до цього моря були Грецькими. Поступово вже саме до островів, що належать до акваторії Егейського моря почала застосуватись назва «Архіпелаг» (грец. Αρχιπέλαγος). Згодом цю назву почали використовувати для будь якої групи островів, розташованих близько один до одного.

## Опис
За походженням виділяють архіпелаги материкові (наприклад, Нова Земля), коралові (Маршалові острови) і вулканічні (Гавайські острови); група морських островів, що лежать близько один від одного.
Цоколь архіпелагу — підняття дна, на якому розташовані підводні основи островів, що утворюють архіпелаг — групу островів, що лежать на невеликій відстані один від одного, мають найчастіше однакове походження і схожу геологічну будову.

## Список найбільших архіпелагів
- Азорські острови
- Аландські острови
- Архіпелаг Олександра
- Амірантські острови
- Антильські острови
- Архіпелагове море
- Архіпелаг Бісмарка
- Британські острови
- Гавайські острови
- Гебридські острови
- Кабо-Верде
- Земля Франца-Йосифа
- Зондські острови
- Канадський Арктичний архіпелаг
- Каролінські острови
- Кергелен (архіпелаг)
- Курильські острови
- Малайський архіпелаг
- Моонзундський архіпелаг
- Нова Зеландія
- Нова Земля
- Новосибірські острови
- Нормандські острови
- Вогняна земля
- Оркнейські острови
- Північна Земля
- Острови Сенкаку
- Соловецькі острови
- Соломонові острови (архіпелаг)
- Фарерські острови
- Філіппінський архіпелаг
- Фолклендські острови
- Шантарські острови
- Шпіцберген
- Південні Шетландські острови

## Архіпелаги України
Лебедині острови